# José Joaquín Matallana
José Joaquín Matallana Bermúdez (1925-Bogotá, 2003) fue un militar colombiano y director en varios cargos públicos.

## Biografía
Ingresó a la Escuela Militar de Cadetes a los 16 años, en 1940, y también estudió en la Escuela Superior de Guerra de Colombia.
Dirigió en los llanos orientales acciones contra los rebeldes liberales y conservadores durante "La Violencia", con resultados que le hicieron acreedor a la Orden de Boyacá, máxima distinción que otorga el Gobierno colombiano. En 1948 fue designado como alcalde de San Vicente de Chucurí (Santander).
El 27 de mayo de 1964 como coronel participó en la Operación Soberanía, al mando del Batallón Colombia con las compañías tácticas Flecha y Arpón en una estrategia cívico militar, dirigidas con  Álvaro Valencia Tovar, al dirigir las tropas aerotransportadas en Marquetalia, donde nacerían las FARC-EP. En 1965 dirigió las operaciones que dieron de baja al bandolero Efraín González en Bogotá. En 1968 estuvo al frente de las tropas colombianas durante el diferendo colombo-venezolano en La Guajira. En 1972 realizó una de las primeras propuestas para la paz con la guerrilla de las FARC. En 1973 se cruzó correspondencia con Manuel Marulanda. En los años 70, el General Matallana ocupó el comando de varias Brigadas, la jefatura del estado mayor conjunto de las Fuerzas Militares, fue inspector del Ejército, director de la Defensa Civil Colombiana y director del Departamento Administrativo de Seguridad (DAS). En 1975 presentó un informe sobre el Instituto Lingüístico de Verano que ejercía actividades distintas a las que había contratado con el gobierno. En 1977 se retira de las Fuerzas Militares de Colombia como General. Apoyó en 1979 una propuesta de Ernesto Samper para la legalización de la marihuana. En 1984 escribió en la revista Alternativa.

"Ni los grupos alzados en armas podrán conquistar el poder, ni la fuerza pública por sí sola podrá derrotarlos".
José Joaquín Matallana, enero de 1984.

En 1990 formó parte del grupo político Alianza Democrática M-19 junto a Carlos Pizarro Leongómez. El 23 de marzo de 1998 secuestraron a uno de sus hijos en un retén de las FARC-EP y tres meses después fue liberado. En el 2001, propuso una junta cívico militar.

## Homenajes
Las instalaciones de la aviación del Ejército colombiano llevan su nombre: Campo Aéreo del Ejército General José Joaquín Matallana Bermúdez, así mismo el barrio de la comuna 12 de Ibagué José Joaquín Matallana.